# Duck Creek Township (Missouri)
Duck Creek Township est un township, situé dans le comté de Stoddard, dans le Missouri, aux États-Unis,.
Le township est fondé en 1850 et baptisé en référence au cours d'eau Duck Creek (en).

### Source de la traduction
- (en) Cet article est partiellement ou en totalité issu de l’article de Wikipédia en anglais intitulé « Duck Creek Township, Stoddard County, Missouri » (voir la liste des auteurs).